# Kauã Elias
Kauã Elias, né le 28 mars 2006 à Uberlândia, est un footballeur brésilien qui évolue au poste d'avant-centre au Chakhtar Donetsk.

## Biographie

### Carrière en club
Né à Uberlândia, Kauã Elias a d'abord joué avec le Praia Clube en futsal.
Il rejoint en 2016 le centre de formation du Fluminense,, où il signe son premier contrat professionnel en juin 2021.
Il rejoint l'équipe du Shakhtar Donetsk en février 2025 pour la somme de 17 millions d'euros.

### Carrière en sélection
Kauã Elias est appelé pour la première fois en équipe du Brésil des moins de 17 ans en janvier 2023, pour une session d'entrainements.
En mars 2023 il est sélectionné avec les moins de 17 ans pour le Championnat continental qui a lieu à la fin du mois en Équateur. Titulaire lors de toute la compétition, Kauã Elias s'illustre dès le premier match contre l'Équateur, auteur de deux buts lors de ce match nul 2-2,. Le Brésil remporte la compétition après s'être imposé 3-2 contre l'Argentine lors de la dernière journée de la phase finale, glanant ainsi son 13e titre dans la catégorie,,,.
Il fait partie des révélations du championnat junior, aux côtés de joueurs comme Kendry Páez et Claudio Echeverri.

## Palmarès
| Brésil -17 ans - Championnat sud-américain - Champion en 2023 (en) |

## Statistiques
| Saison                | Club                  | Championnat           | Championnat | Championnat | Championnat | Coupe(s) nationale(s) | Coupe(s) nationale(s) | Coupe(s) nationale(s) | Compétition(s) continentale(s) | Compétition(s) continentale(s) | Compétition(s) continentale(s) | Compétition(s) continentale(s) | Ligue régionale | Ligue régionale | Ligue régionale | Total | Total | Total |
| Saison                | Club                  | Division              | M.          | B.          | P.d.        | M.                    | B.                    | P.d.                  | Comp.                          | M.                             | B.                             | P.d.                           | M.              | B.              | P.d.            | M.    | B.    | P.d.  |
| 2023                  | Fluminense            | Série A               | -           | -           | -           | -                     | -                     | -                     | CL                             | 1                              | 0                              | 0                              | -               | -               | -               | 1     | 0     | 0     |
| 2024                  | Fluminense            | Série A               | 12          | 3           | 0           | 1                     | 0                     | 0                     | CL                             | 2                              | 0                              | 0                              | 4               | 0               | 0               | 19    | 3     | 0     |
| Total sur la carrière | Total sur la carrière | Total sur la carrière | 12          | 3           | 0           | 1                     | 0                     | 0                     | -                              | 3                              | 0                              | 0                              | 4               | 0               | 0               | 20    | 3     | 0     |